# Marie Schröder-Hanfstängl
Marie Schröder-Hanfstängl (Breslau avui Wrocław (Polònia, 30 d'abril de 1848 - Múnic, Alemanya, 5 de setembre de 1917) fou una soprano alemanya.
Aprengué cant a París amb la Pauline Viardot i debutà en el Teatre Líric de la mateixa capital el 1867.
La guerra de 1870 la portà a Alemanya, on el 1871 es contractà a Stuttgart, i després va contraure matrimoni amb fotògraf Hanfstängl. El 1878 renovà els seus estudis de cant sota la direcció de Vannunccini a Florència: el 1882 la contractà el Stadttheater de Frankfurt del Main, i des del 1895 fins al 1897 fou professora de cant en el Conservatori Hoch. El 1897 passà a Múnic.
Se li deuen a més: Meine Zehrweise der Gesangskunst und Elementartheorie in Wort un bild (Magúncia, 1902).